# 二氢噻吩
二氢噻吩是杂环有机硫化合物。母体C4H6S可以有两种异构体：
- 2,3-二氢噻吩，一种乙烯基硫醚。CAS号：1120-59-8
- 2,5-二氢噻吩，一种烯丙基硫醚。一个为人熟知的衍生物是2,5-二氢噻吩-1,1-二氧化物。CAS号：1708-32-3

一些二氢噻吩根据取代基也称作4,5-二氢噻吩。